# Sou (Vignevieille)
Der Sou ist ein kleiner Fluss in Frankreich, der im Département Aude in der Region Okzitanien verläuft. Er entspringt unter dem Namen Ruisseau de Belfrède in der Landschaft Corbières, beim Gipfels Roc de Matefagine, im Gemeindegebiet von Massac, knapp an der Grenze zu Laroque-de-Fa. Der Fluss entwässert generell Richtung Nord durch den Regionalen Naturpark Corbières-Fenouillèdes und mündet nach rund 17 Kilometern im Gemeindegebiet von Vignevieille als rechter Nebenfluss in den Orbieu. Etwa 250 Meter vor der Mündung besteht bereits ein Zufluss zum Orbieu.

## Orte am Fluss
(Reihenfolge in Fließrichtung)
- Carcasses, Gemeinde Laroque-de-Fa
- Laroque-de-Fa
- Moulintour, Gemeinde Laroque-de-Fa
- Termes
- Moulin de la Bouade, Gemeinde Termes
- Coume Rouberte, Gemeinde Vignevieille

## Sehenswürdigkeiten
- Burg Termes, Burgruine mit Teilen aus dem 10. Jahrhundert oberhalb des Flusses in Termes – Monument historique[4]
- Gorges du Termenet, spektakuläre Schlucht des Sou unterhalb der Burg[5]